# Carolena Carstens
Carolena Jean Carstens Salceda (sinh ngày 18 tháng 1 năm 1996 tại Winfield, Illinois, Hoa Kỳ) là một vận động viên taekwondo đại diện cho Panama. Cô có hai quốc tịch Mỹ / Panama bởi cha và mẹ của cô đến từ các quốc gia tương ứng,. Cô từng sống ở Glen Ellyn, Illinois., nhưng từ đó đã chuyển đến Tây Ban Nha.
Năm 2011, Carstens tham gia Giải vô địch Pan American, nơi cô giành huy chương bạc ở tuổi trẻ - hạng cân 52 kg, bà thua Deireanne Morales của Mỹ trong trận chung kết. Sau đó, cô đã tham gia vòng loại cho Thế vận hội Mùa hè 2012 vào tháng 11 năm 2011, hoàn thành vị trí thứ tư. Sau đó, cô đã nhận được một trong bốn mục đầu vào với thẻ hoang dã cho Thế vận hội với tư cách là vận động viên xếp hạng 13 trong hạng mục 49 kg, trở thành vận động viên taekwondo Olympic đầu tiên từ Panama và là vận động viên Olympics trẻ thứ hai trong lịch sử đất nước. Cô là vận động viên taekwondo trẻ nhất tại Thế vận hội 2012. Cô đã thua cuộc thi đầu tiên 7-2 với người sau đó vào chung kết, Brigitte Yagüe đến từ Tây Ban Nha, và sau đó thua trận đấu lại với vận động viên người Mexico Jannet Alegría với cùng số điểm.
Cô từng thi đấu cho Panama tại Thế vận hội mùa hè 2016. Cô đã bị đánh bại bởi Raheleh Asemani của Bỉ trong vòng đầu tiên. Cô là người mang cờ cho Panama trong lễ bế mạc.